# Moyencharia mineti
Moyencharia mineti – gatunek motyli z podrzędu Glossata i rodziny Metarbelidae.
Gatunek ten opisany został w 2013 roku przez Ingo Lehmanna na podstawie parki okazów, odłowionych w 1965 roku. Epitet gatunkowy nadano na cześć lepidopterologa Joëla Mineta.
Motyl o głowie porośniętej dwoma typami łusek: kremowo-płowożółtymi oraz włosowatymi o barwie sepiowej z białymi lub perłowożółtymi wierzchołkami. Czułki są podwójnie grzbieniaste, u samicy krótkie, a u samca długie. Na beżowo-oliwkowych oczach widnieją czarne łatki. Patagia u obu płci mają biały kołnierz. U samca tegule są kremowo-płowożółte z częścią łusek barwy białej. U samicy tegule są ochrowożółte z dłuższymi łuskami barwy szaroburej. Przednie skrzydło ma długość 9 mm u samca i 14 mm u samicy, ubarwione jest ciepło płowożółto, na wierzchu z wzorem barwy ochrowożółtej, cynamonowobrązowej i czarniawej, a na spodzie z częścią łusek barwy oliwkowej. Tylne skrzydła są głównie płowożółto-oliwkowe. Barwa odwłoka jest żółtoochrowa, ale u samicy część jego łusek ma kolor kremowo-płowożółty. Narządy rozrodcze samca charakteryzują: gęsto i długo owłosiony na spodzie unkus o dość wąsko wydłużonych płatach oraz szeroki, palcowaty sakus, sięgający ku tyłowi tylko do miejsca poniżej nasady sakulusa. Genitalia samicy wyróżnia tylna apofiza, która ma nasadę pięciokrotnie szerszą od wierzchołka i krótszą od połowy długości całej apofizy.
Owad afrotropikalny, znany z tylko Makogi w południowo-wschodniej części czadyjskiego regionu Szari Środkowe. Jego siedlisko porasta mozaika lasów nadwodnych, prześwietlonych zadrzewień i łąk zalewowych.